# Лагинос
Лаги́нос (др.-греч. λάγυνος) — древнегреческий сосуд, использовавшийся для хранения ароматических масел, подачи вина и воды. Лагинос напоминает ойнохойю, однако имеет более плоскую форму, и у него отсутствует типичный для ойнохойи венчик в форме трилистника.
Древнейшими датированными находками лагиносов считаются таковые в военном лагере времени Хремонидовой войны на полуострове Корони, Маркопулон.